# Kathedrale von Pamiers

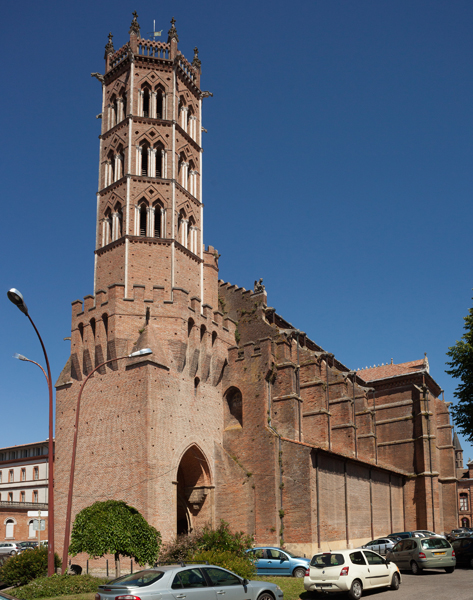
Kathedrale von Pamiers

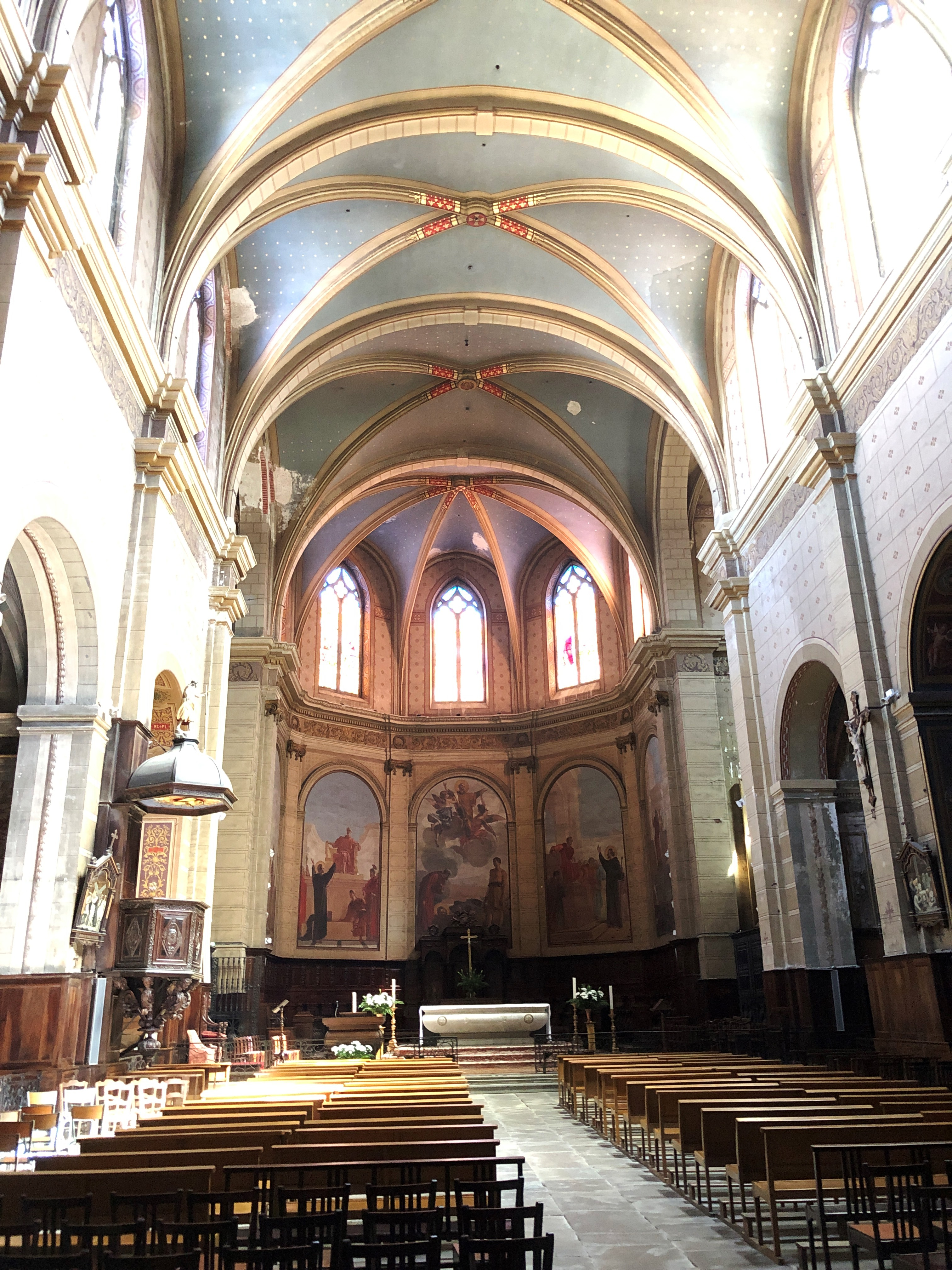
Kirchenschiff

Die dem hl. Antoninus geweihte Kathedrale von Pamiers im Süden Frankreichs ist die Hauptkirche des als Suffraganbistum zum Erzbistum Toulouse gehörenden Bistums Pamiers. Der Kirchenbau ist seit dem Jahr 1906 als Monument historique anerkannt.

## Lage
Die Kathedrale liegt in einer Höhe von ca. 320 m etwa 200 m südlich der Altstadt von Pamiers, die ihrerseits ca. 70 km südlich von Toulouse bzw. ca. 20 km nördlich der historisch bedeutsamen Stadt Foix liegt.

## Geschichte
Von einem Vorgängerbau (Église Sainte-Marie du Mercadal) stammt das romanische Portal des 12. Jahrhunderts mit profilierten Archivolten aus Ziegelsteinen. Im 13. Jahrhundert wurde die ursprüngliche Kirche vergrößert; im 14. Jahrhundert entstand der markante Glockenturm (clocher) mit seiner leicht vorkragenden Brustwehr. Im Jahr 1499 wurde die Kirche in den Rang einer Kathedrale erhoben. Durch Zerstörungen während der Hugenottenkriege (1562–1598) war sie jedoch so baufällig, dass das Langhaus in großen Teilen einstürzte; ein Wiederaufbau in gotischem Stil erfolgte in den Jahren 1662 bis 1689. Während der Revolutionsjahre diente sie als Lager. Im Jahr 1801 wurde ihr der Kathedralstatus im Rahmen des Konkordats zwischen Napoleon und dem Heiligen Stuhl aberkannt, was jedoch 21 Jahre später wieder rückgängig gemacht wurde.

## Architektur
Die größtenteils aus Ziegelsteinen erbaute vierjochige Kirche ist nur einschiffig; der von einem quadratischen Grundriss in vier achteckige Stockwerke überführte Glockenturm gehört zu den Meisterwerken der tolosaner Backsteingotik; er steht in unmittelbarer Nachfolge des Turms des dortigen Jakobinerkonvents. Die Kirche verfügt jedoch über ein Querhaus (transept) sowie über insgesamt 6 Seitenkapellen, deren Bau sowohl kultischen wie statischen Zwecken dient. Im Innern ist der zweigeschossige und rippengewölbte Bau verputzt und mit Fugenmalereien versehen; in der Apsis finden sich 5 Fresken mit Szenen aus dem Leben des hl. Antoninus.

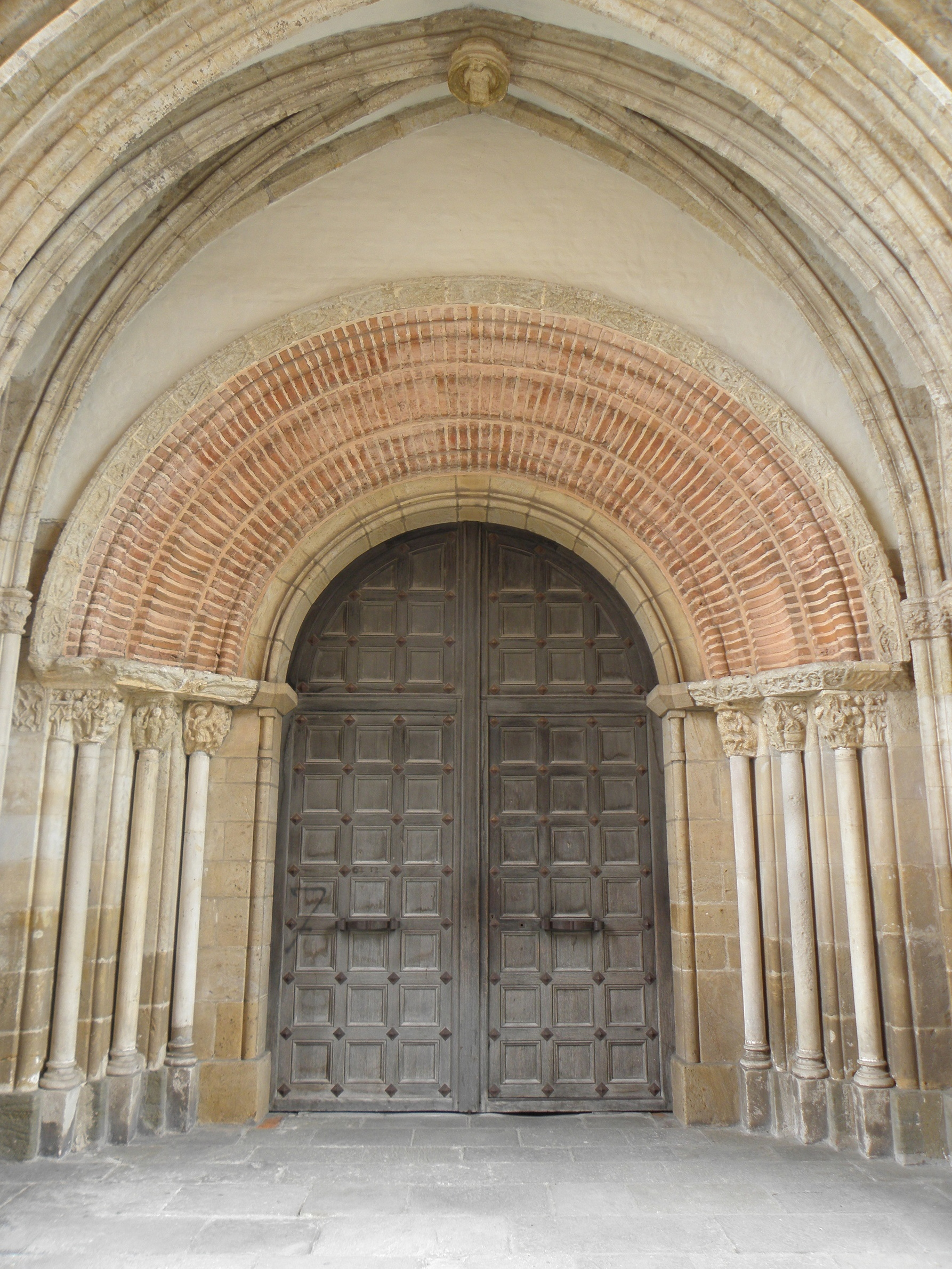
romanisches Portal
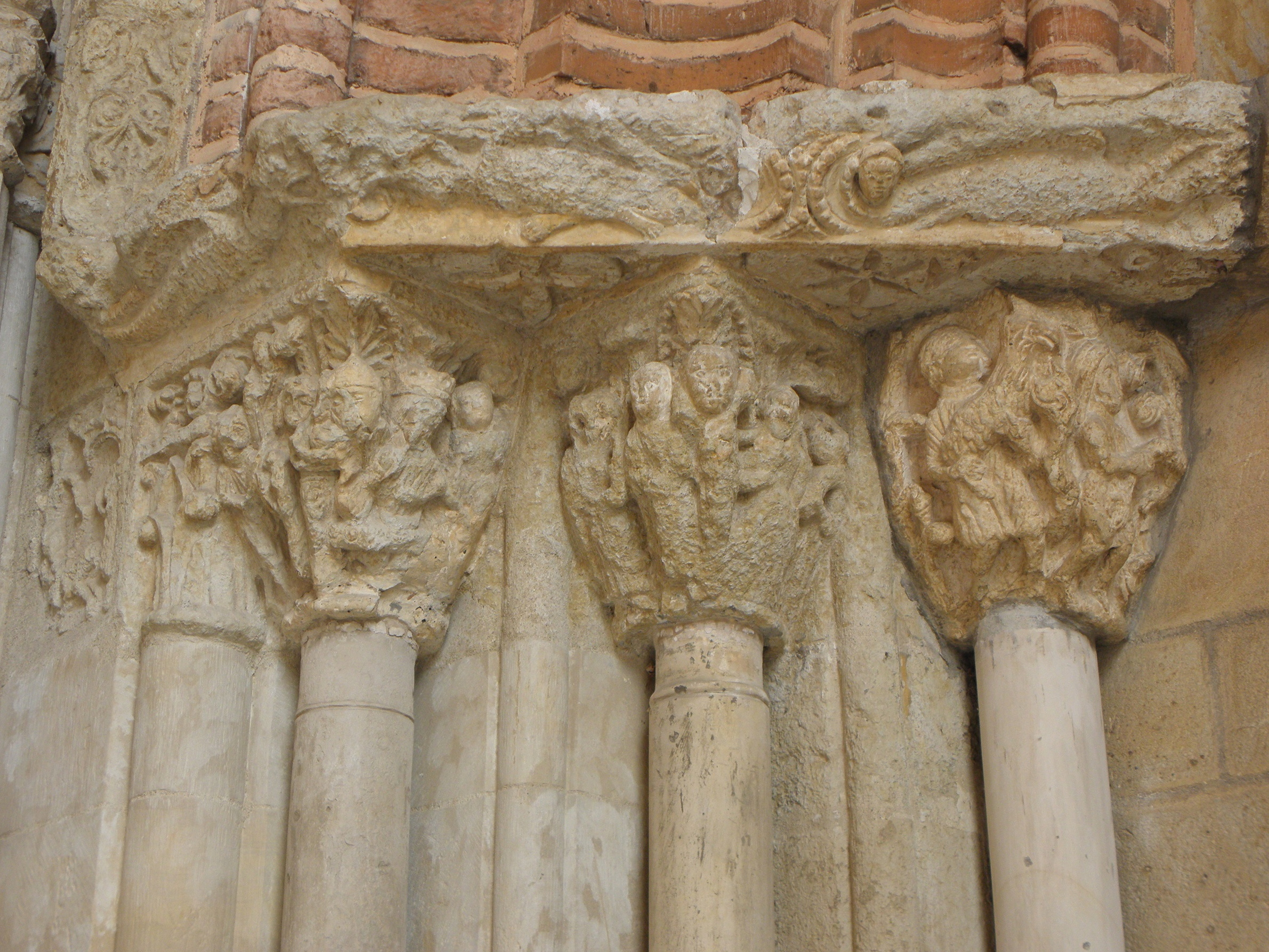
dto., Kapitelle
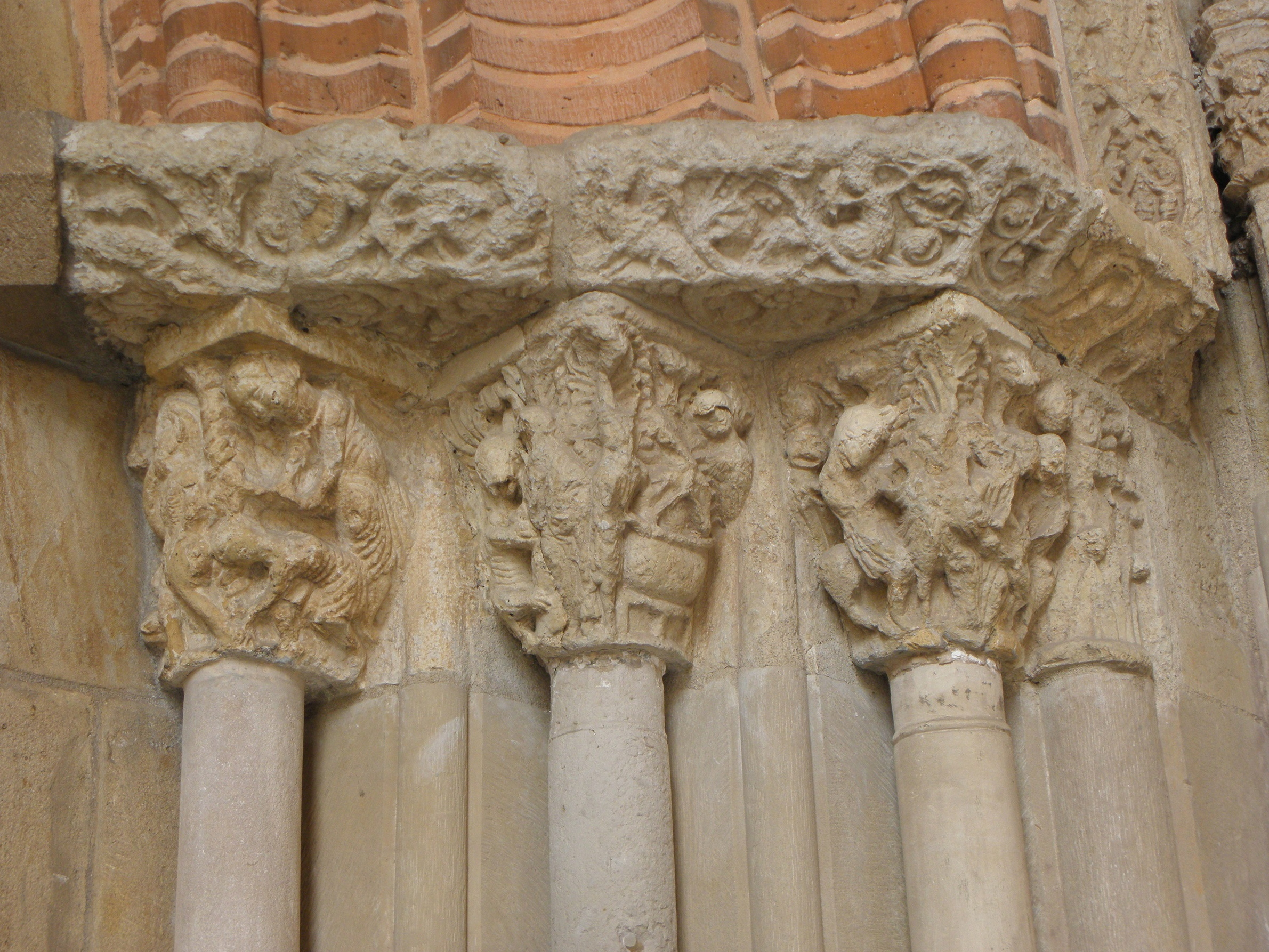
dto.

## Ausstattung
Zur Ausstattung gehören Gemälde sowie liturgisches Gerät (siehe Anmerkung 1).

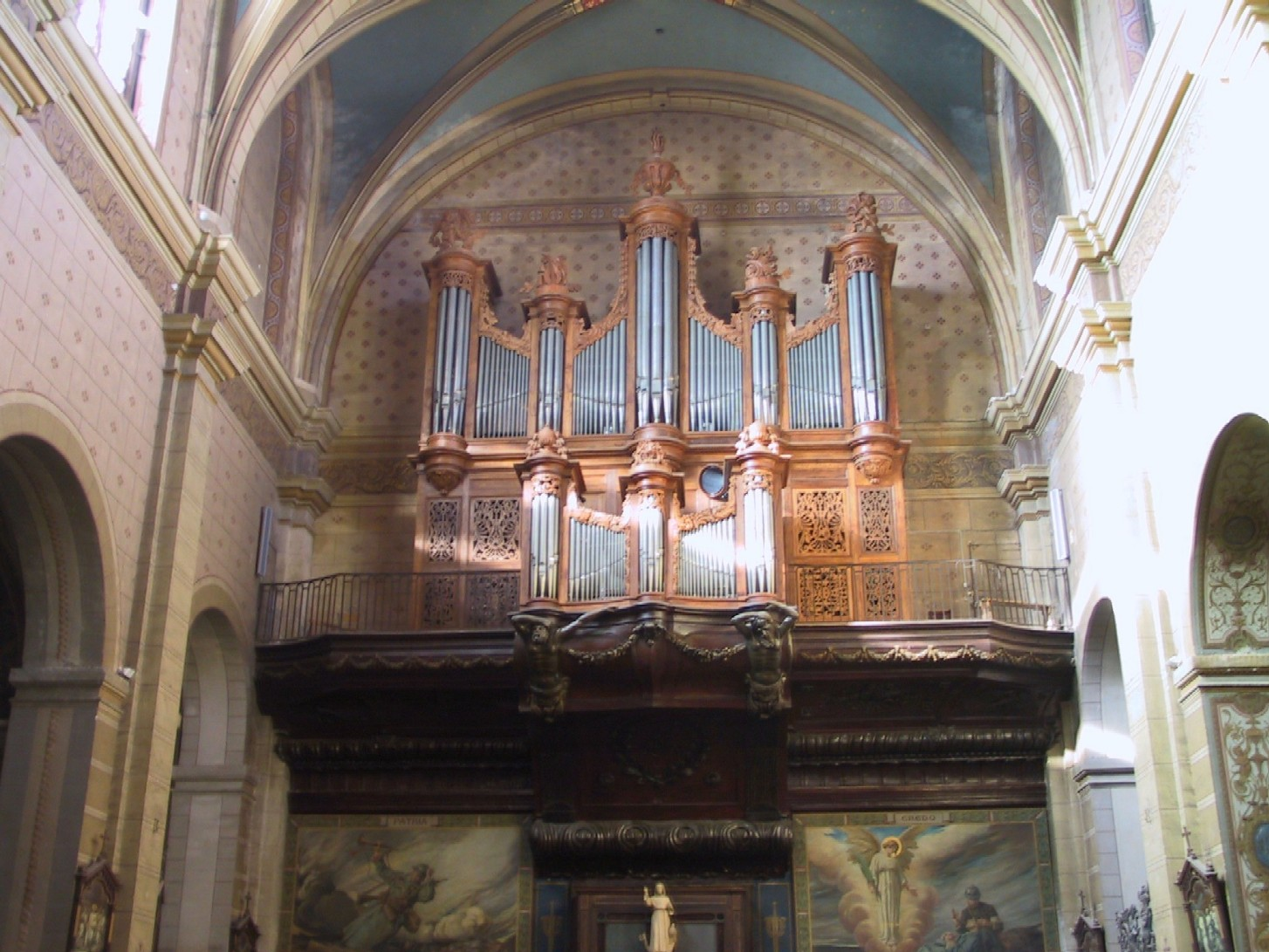
Orgelprospekt mit Rückpositiv

Die Orgel geht zurück auf ein Instrument, welches 1776 erbaut wurde. Von diesem Instrument ist noch das Gehäuse vorhanden. Das Orgelwerk wurde durch die Orgelbauer Robert Chauvin und Claude Armand erbaut und 1992 eingeweiht. Das rein mechanische Instrument hat 38 Register auf viel Manualwerken und Pedal.
| I Positif de dos C–f3 |
| Montre 8′             |
| Bourdon 8′            |
| Prestant 4′           |
| Flûte 4′              |
| Nazard 2 ⁄3′          |
| Doublette 2′          |
| Tierce 1 3⁄5′         |
| Larigot 1 ⁄3′         |
| Plein Jeu V           |
| Trompette 8′          |
| Cromorne 8′           |

| II Grand-Orgue C–f3  |
| Montre 16′           |
| Montre 8′            |
| Dessus de flûte 8′   |
| Bourdon 8′           |
| Prestant 4′          |
| Grande Tierce 3 1⁄5′ |
| Nazard 2 ⁄3′         |
| Quarte 2′            |
| Tierce 1 3⁄5′        |
| Fourniture V         |
| Cymbale IV           |
| Cornet V             |
| Trompette 8′         |
| Clairon 4′           |
| Voix humaine 8′      |

| III Récit C–f3 |
| Cornet V       |
| Hautbois 8′    |

| IV Echo      |
| Bourdon 8′   |
| Flûte 4′     |
| Cornet III   |
| Trompette 8′ |

| Pédale C–f1  |
| Bourdon 16'  |
| Flûte 8'     |
| Flûte 4'     |
| Bombarde 16' |
| Trompette 8' |
| Clairon 4'   |